# 安沢たく
安沢 たく（あんざわ たく、1984年3月11日 - ）は、日本の元男子プロレスラー。新潟県刈羽郡刈羽村出身。身長175cm、体重82kg。KAIENTAI DOJOに所属していた。本名は所属団体の規定により非公開。かつては「上越たく」、「TAKUみちのく」のリングネームでも活動していた。

## 経歴
2003年3月21日、桂スタジオで上越たくとして対TAKAみちのく戦でデビュー。「入れてください」のフレーズと無差別コンバインでブレイクした。諸事情により一度引退するも復帰、ネタ要員としてKAIENTAI DOJOには欠かせない存在、味方冬樹との絡みは団体の目玉の一つである。2006年から勝手にTAKUみちのくと改名したが、社長のTAKAみちのくに「お前にみちのくが背負えるのか」と言われたものの、我を通した結果改名が認められた。みちのくブラザーズの一員として戦っていたが解散して、そして「安沢たく」に改名。
2008年4月19日　CLUB-K3000にて、「プロレス以上にやりたい夢が出来たので、今後はそちらので道で頑張って行きたい」また「プロレスとその夢を両立は出来ない」ということを理由に引退を発表。
2008年5月6日にCLUB-K SUPER necessary…で引退試合が行われた。
2012年4月のK-DOJO10周年後楽園ホール大会 OB・OGロイヤルランブルに「安沢たく」退場後には「TAKUみちのく」として参加した。

## 得意技
コンバイン
きつい角度の逆エビ固め。通常の逆エビは相手の足首を抱え込むのに対して、コンバインの場合は相手の太ももを抱え込んでいる。
稲刈りエルボー
ロープの反動を利用しての連続エルボードロップ
大盤振る舞いエルボー
コーナーからのダイビングエルボードロップである

## タイトル歴
- K-METAL LEAGUE優勝

## 入場曲
- Combine（NARCOTIC GREED） ※キングレコード「KAIENTAI DOJO」に収録

## 特記
- かつて新日本プロレスに所属した元プロレスラーの安沢明也は実兄である。
- 映画「紀雄の部屋」（ポニーキャニオン）DVDには千葉BlueFieldにて行われた富豪2夢路との試合が収録されている。
- NHK教育テレビの「ピタゴラスイッチ」内の「アルゴリズムこうしん」にいつもここからと出演、「ネプベガス」にも出演とメディアへの露出が著しい時期があった。
- 最初の退団後、故郷の新潟にて新潟県中越地震に被災し車内生活をおくっていた。
- 出身地である刈羽村が2007年7月に新潟県中越沖地震で被害に遭ったことを受け、被災した人たちに楽しんでもらおうと同年9月11日に刈羽村生涯学習センター「ラピカ」に特設リングを設け復興支援試合が開催される。平日であったが、入場無料だったこともあり、およそ650人余りの住民が地元出身の安沢選手に声援を送った。この地震では安沢選手の祖父の家も被災し、立て替えることになった。

## テレビ出演
- プロレスKING（GAORA）